# Donata Jancewicz
Donata  Maria Jancewicz, później Wawrzyniak (ur. 17 czerwca 1969 w Gdańsku) – polska lekkoatletka, specjalizująca się w skoku wzwyż.

## Kariera
Zawodniczka SKLA Sopot, AZS-AWF Wrocław i Warszawianki. Olimpijka z Barcelony (1992). W Budapeszcie (1998) osiągnęła życiowy sukces zdobywając tytuł wicemistrzyni Europy z wynikiem 1.95 (rekord życiowy). 5-krotna mistrzyni kraju i 4-krotna mistrzyni Polski w hali. Szósta zawodniczka HMŚ w Sewilli (1991) z wynikiem 1,87. Mieszka w Danii i pracuje jako trenerka skoku wzwyż i trójskoku w Aalborg Atletik&Motion.